# Sazan
Sazan (albanska: Sazan med böjningsformen Sazani; italienska: Saseno) är en ö i Vlora distrikt i Albanien, utanför Vlorabukten. Ön har en yta på fem kvadratkilometer och är Albaniens största ö. Den reser sig över havet som ett torn.

## Namn
Sazani var hos hellenerna känd som Sason och hos romarna känd som Saso.
Sazani är omnämnd av den forngrekiske geografen Pseudo-Scylax, även känd som Pseudo-Skylax, egentligen en pseudonym, i hans periplus.
Saseno är det nutida italienska namnet på Sazani.

## Historia

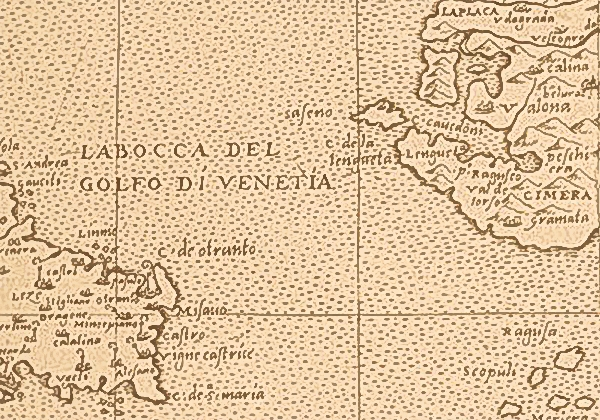
Sazan (Saseno) på en historisk karta.

Sazani, som är antikens Sason, grundades av hellener och övergick till romersk ägo. Ön intogs av osmanerna omkring 1400-talet och överlämnades till britterna 1815. Den gavs till grekerna 1864 men inlämnades sedan till det nygrundade Albanien.  I modern tid var ön en viktig militärbas för många invaderande styrkor i Albanien.
Nordväst om ön Sazani byggdes Albaniens första fyr 1871.

## Öns status
Ön är för närvarande obebodd av civila och användes av den italienska militären. Den skulle göras om till en turistö efter Italiens evakuering. Vid Albaniens inträde i Nato är den åter en militärö.
Ön kontrollerar ingången till Adriatiska havet och tvärs över ligger staden Otranto i södra Italien. Ön har på grund av detta en stor betydelse för bekämpning av gränsöverskridande brottslighet och människosmuggling.